# Kade
Kade este o comună din landul Saxonia-Anhalt, Germania.